# OSSI-1
OSSI-1(영어: Open Source Satellite Initiative-1, 오픈소스 위성 이니셔티브 1호의 줄임말)은 송호준이 2013년에 바이온-엠 1호 발사체에 실어 발사한 아마추어 인공위성이다. 이 위성은 세계 최초로 개인이 주도해 발사한 인공위성으로 알려져 있다.

## 개요
바이온-엠은 2013년 4월 19일 10시 정각(한국 시각 7시)에 카자흐스탄 바이코누르 우주기지에서 발사되었으며, 이 발사체에는 OSSI-1 이외에도 여섯개의 소형위성이 포함됐다. OSSI-1는 4시 15분에 바이온-엠에서 분리됐다.
OSSI는 한국인 아티스트이자 아마추어 통신 운용자인 송호준이 관심을 가지고 작업한 예술 프로젝트로, 7년 간 우주에서의 사용성이 인정된 기기보다, 상용 기성품을 바탕으로 디자인되고 제작되었다. 이 프로젝트에서 가장 많은 돈이 드는 것은 10만 달러(1억 2천만원)에 달하는 발사비용이었다.
OSSI-1은 가로, 세로, 높이가 100mm인 1U 큐브위성으로, 무게는 950g다. 이 위성은 아두이노 마이크로 컨트롤러와 리튬이온 배터리, 그리고 J모드 UHF/VHF 수신기를 사용했다.
위성에는 모스 부호 비콘이 있어 145.980 MHz 주파수로 'OS0 DE OSSI1 ANYOUNG'로 시작되는 모스 부호 메시지를 전송하고, 4개의 LED 라이트가 있어 오픈 프로토콜을 사용해 모스 코드 내용을 비출 수 있었다. 프로젝트 개발자들은 2013년 4월 24일 올린 글에서 위성으로부터 어떠한 신호도 받지 못했으며, 그들이 위성을 위치시키기 위해 사용한 두 줄 궤도 형식이 잘못되었을 가능성을 고민하고 있다고 밝혔다. 이후 다큐멘터리 망원동 인공위성에서 다큐멘터리 제작자는 OSSI-1의 신호를 잡는 것에 실패했음을 인정했다.
한국아마추어무선연맹에 따르면, 송호준은 개인으로서 위성을 발사하기 위해 대한민국 내 우주물체 등록과 함께 국제전기통신연합에 광대역 주파수를 부여받는 과정에서 상당한 어려움을 겪었다. 대한민국의 법률은 발사일 2년 전에 사전에 발사일을 통보해야 해서, 다른 시험용 위성과 함께 위성 발사를 공유할 수 없었다. 아마추어 무선 배정 주파수도 거의 차 있었지만, 다른 밴드를 사용하기 위해서는 또다른 전문기술이 필요했다. 2011년 송호준은 발사일을 보장받기 위해 프랑스의 나노위성 회사와 턴키 계약에 서명했다.

## 참고 문헌
1. 1 2 3 4 5 6 7 8  “2013-015”. 《Zarya.Info》. 2013년 10월 22일에 원본 문서에서 보존된 문서. 2013년 5월 14일에 확인함.
2. 1 2 3  “송호준 개인인공위성, ＂자비 3억 들여 세계 최초 인공위성 쏜..그 이유는?＂”. 한국경제TV. 2013년 9월 26일. 2016년 3월 26일에 확인함.
3. 1 2 3 4  “OSSI-1”. 《Amsat.uk》. 2013년 5월 14일에 확인함.
4. ↑  “South Korean artist has high hopes for his homemade satellite”. 《BBC News》. 2012년 7월 27일. 2013년 5월 14일에 확인함.
5. ↑  “Alpha Geek: Hojun Song, DIY Satellite Builder”. 《Wired》. 2010년 8월 30일. 2013년 5월 14일에 확인함.
6. ↑  “OSSI-1”. 《National Space Science Data Centre》. 2018년 3월 6일에 원본 문서에서 보존된 문서. 2013년 5월 14일에 확인함.
7. 1 2 3  “Open Source Satellite Initiative”. 《OSSI》. 2013년 5월 14일에 확인함.
8. ↑  Listening OSSI-1 Satellite Beacon 보관됨 2016-03-25 - 웨이백 머신, 2016년 3월 25일 확인.
9. ↑  “OSSI-1”. 《dk3wn》. 2013년 5월 9일에 원본 문서에서 보존된 문서. 2013년 5월 14일에 확인함.
10. 1 2  “INTERNATIONAL AMATEUR RADIO UNION REGION 3. FIFTEENTH  REGIONAL  CONFERENCE. Triennial Report from KARL (2009-2012)”. 《KARL》. 2012. 2016년 2월 2일에 원본 문서에서 보존된 문서. 2013년 5월 14일에 확인함.
11. ↑  “OSSI mandates NovaNano to secure a launch opportunity in 2012 for the first individual satellite” (PDF). 《OSSI》. 2011년 6월 21일. 2016년 3월 4일에 원본 문서 (PDF)에서 보존된 문서. 2013년 5월 15일에 확인함.